# Dessinateur industriel
Le dessinateur industriel est un professionnel qui exécute des dessins techniques.
Avant l'apparition du dessin assisté par ordinateur, le dessin se faisait généralement sur des feuilles de calques fixées sur une planche à dessin. Le dessin était ébauché au porte-mine, puis mis au net à l'encre de Chine.
Les dessinateurs ont généralement une spécialité :
- mécanique
- génie civil
- électricité…

La plupart des dessinateurs travaillent au sein d'un bureau d'études.

## Évolution
Au temps des tables à dessin le travail de développement était long et devait être fractionné. Les bureaux d'études regroupaient un assez grand nombre de professionnels dans une structure rigide. En dessous d'un responsable du BE on trouve un ou des ingénieurs, des dessinateurs-projeteurs, des dessinateurs d'études et des dessinateurs de détails.
Depuis la généralisation dans les bureaux d'études des logiciels 3D paramétriques une seule personne peut maitriser quasiment toute la chaine de l'étude. Les épures destinées à visualiser le fonctionnement sont efficacement remplacées par les animations et la détection des collisions. Les calculs de résistance des matériaux sont intégrés dans les softs les plus évolués et les plans de détails sont générés quasi automatiquement et il suffit de personnaliser le résultat produit par le soft.

## Quelques dessinateurs industriels
- Harry Beck (1903–1974), est un dessinateur industriel célèbre pour avoir créé le premier plan schématique du métro de Londres.
- Alvar Aalto (1898–1976) est un architecte, dessinateur, urbaniste et designer finlandais, adepte du fonctionnalisme et de l'architecture organique